# The Stone
The Stone è un singolo del gruppo musicale statunitense Ashes Divide, pubblicato il 22 gennaio 2008 come primo estratto dal primo album in studio Keep Telling Myself It's Alright.

## Descrizione
Il brano nasce come demo durante le prime sessioni di registrazione di Mer de Noms degli A Perfect Circle sotto il titolo iniziale di Army, venendo ripreso da Billy Howerdel per il proprio progetto solista.

## Video musicale
Il video del brano, diretto da Paul R. Brown, è stato pubblicato il 28 febbraio 2008 sui canali ufficiali della band e mostra il cantante attraversare una città di cartone mentre è legato ad una macchina infernale.

## Tracce
Testi e musiche di Billy Howerdel.
1. The Stone – 3:49

## Formazione
Hanno partecipato alle registrazioni, secondo le note di copertina di Keep Telling Myself It's Alright:
Musicisti
- Billy Howerdel – voce, chitarra, basso, tastiera
- Josh Freese – batteria

Produzione
- Billy Howerdel – produzione, ingegneria del suono
- Danny Lohner – coproduzione
- Johnette Napolitano – produzione aggiuntiva parti vocali
- Alan Moulder – missaggio
- Bob Ludwig – mastering

## Classifiche
| Classifica (2008)             | Posizione massima |
| ----------------------------- | ----------------- |
| Stati Uniti (mainstream rock) | 7                 |
| Stati Uniti (alternative)     | 10                |